# Oslobodilačka nacionalna vojska (Makedonija)
Oslobodilačka nacionalna vojska (albanski: Ushtria Çlirimtare Kombëtare – UÇK) (OVK) ili UÇK (alb. je bila paravojna organizacija albanskih nacionalista u Makedoniji, koja je nastala osloncem na mrežu koju je na Kosovu ranije bila uspostavila Oslobodilačka vojska Kosova boreći se za neovisnost od Srbije.
Oružani sukob s makedonskom policijom i vojskom potrajao je tijekom čitave 2001. godine, a završen je uz međunarodno posredovanje, te je ONV predala oružje NATO savezu. 
Brojni pripadnici ONV politički su se angažirali u Demokratskom savezu za integraciju, koja je na makedonskim parlamentarnim izborima u kolovozu 2002. god osvojila 12,2% glasova, tj. oko 55% glasova albanskog biračkog tijela istaknuvši se kao najjača stranka etničkih Albanaca u Makedoniji te je od 2002. do 2006. god. bila u koaliciji koja je vladala Makedonijom, i potom nastavila igrati važnu ulogu u političkom životu Makedonije.